# یواس‌سی‌جی‌سی سایپرس (دبلیوال‌بی-۲۱۰)
یواس‌سی‌جی‌سی سایپرس (دبلیوال‌بی-۲۱۰) (به انگلیسی: USCGC Cypress (WLB-210)) یک کشتی است که طول آن ۲۲۵ فوت (۶۹ متر) می‌باشد. این کشتی در سال ۲۰۰۱ ساخته شد.